# Ilaló
L'Ilaló est un volcan éteint situé dans la province de Pichincha (Équateur), à moins de 10 km au sud-est de Quito. C'est un stratovolcan de la vallée interandine très érodé, qui culmine à 3 188 m. Il date du Pléistocène, avec un âge estimé à 1,6 Ma.